# Hàn Đức
Hàn Đức (chữ Hán: 韓德, bính âm: hándé, ?-227) là một nhân vật hư cấu trong tiểu thuyết lịch sử Tam Quốc diễn nghĩa của nhà văn La Quán Trung. Nhân vật này cùng bốn người con được tác giả tạo ra chỉ để bị nhân vật Triệu Vân giết, nhằm cho thấy sự dũng mãnh của nhân vật lão tướng phe Thục Hán.
Được xây dựng là một võ tướng người Tây Lương của nhà Ngụy, nhân vật Hàn Đức đã cùng bốn người con giao chiến và tử trận dưới tay Triệu Vân khi ông này đã 60 tuổi. Hàn Đức được nhắc đến tác phẩm Tam Quốc diễn nghĩa với bối cảnh của cuộc chiến tranh Bắc phạt của thừa tướng nhà Thục Hán là Gia Cát Lượng khi ông này dẫn quân chinh phạt nhà Ngụy và Hàn Đức cùng bốn người con đã giao chiến với danh tướng Triệu Vân khi ông này đã 60 tuổi, trong trận đó, Triệu Vân đã giết bốn người con của Hàn Đức và bản thân Hàn Đức sau này cũng bị tử trận dưới tay Triệu Vân vào năm 227.

## Thân thế
Tam Quốc diễn nghĩa hồi 92 cho biết Hàn Đức là đại tướng ở Tây Lương, Hàn Đức được coi là có sức khỏe địch nổi muôn người, sử búa khai sơn cực giỏi, được tin quân Thục tiến đánh, Hàn Đức đã dẫn tám vạn quân Tây Khương ra mắt Hạ Hầu Mậu và đề nghị được làm tiên phong. Hạ Hầu Mậu trọng thưởng và cho làm tiên phong.

## Tử chiến

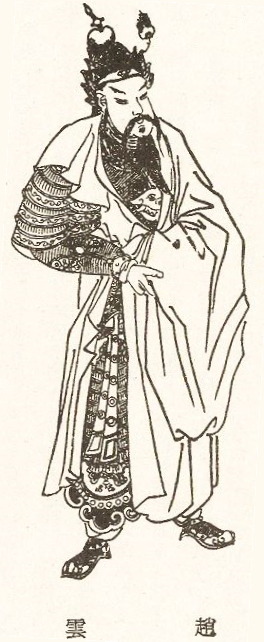
Triệu Vân, người đã giết Hàn Đức

Nhân vật Hàn Đức dẫn 8 vận quân Tây Lương cùng bốn người con đều tinh thông võ nghệ, giỏi cung ngựa. Hai bên dàn trận. Đức ra ngựa, bốn con sắp hàng hai bên và khiêu chiến Triệu Vân, bốn người con lần lượt giao chiến với Triệu Vân và bị giết chết. Hàn Đức thấy bốn con cùng bị về tay Triệu Vân, "ruột gan như xé", xông ngay vào trận. Triệu Vân quá anh dũng nên quân Tây Lương thua chạy. Hàn Đức suýt nữa bị Triệu Vân bắt sống, phải bỏ áo giáp, đi chân không, mới trốn thoát.
Sau đó nhân vật Hàn Đức về báo cáo lại với Hạ Hầu Mậu và dẫn quân tái chiến tại núi Phượng Minh, Hàn Đức vì muốn báo thù cho con nên xung phong đấu với Triệu Vân, ông vác búa khai sơn, tế ngựa xốc vào chém Triệu Vân. Tuy vậy, đánh được "vài ba hiệp" thì Triệu Vân lại đâm chết Hàn Đức. Nói chung, Hàn Đức chết vì đối thủ của mình quá dũng mãnh, dù vậy thì đây cũng là một cái chết của võ tướng nơi sa trường.

## Trong điện ảnh
Nhân vật Hàn Đức được các nhà làm phim tái hiện thông qua bộ phim bom tấn năm 2008 Tam quốc chí: Rồng tái sinh, diễn viên thủ vai Hàn Đức là Vu Vinh Quang, trong bộ phim này ông được mô tả là võ tướng mạnh nhất của quân Ngụy vào thời đó và đảm trách sứ mệnh chống lại quân Thục, cả bốn người con của ông đã bị Triệu Vân (do Lưu Đức Hoa đóng) giết hại, ông nén đau thương thể thực hiện kế hoạch của Tào Anh (nhân vật hư cấu - cháu gái yêu của Tào Tháo do Lý Mỹ Kỳ đóng), sau đó ông đã chấp nhận hy sinh khi chở đầy thuốc nổ trên ngựa và giao chiến với quân Thục để đôi bên cùng chết tại chiến trường trước núi Phượng Minh.